# Unty
Unty es, en la mitología egipcia, es una divinidad menor, que comparte con Mespusepef el título de «Señor del Nomo Tinita». En los textos de las pirámides y en los de los sarcófagos se le nombra como tripulante de la barca del día de Ra. Esta característica hizo que, ante el viaje final, se le escogiera cuando el creyente quería poseer la capacidad de la velocidad en el Más Allá.
Su morada sería «La casa del Natrón» y su representación sería la de un hombre con barba y casquete en la cabeza. Se le honró en Busiris asociado a Horus como Horus-Unty